# Fingerboard

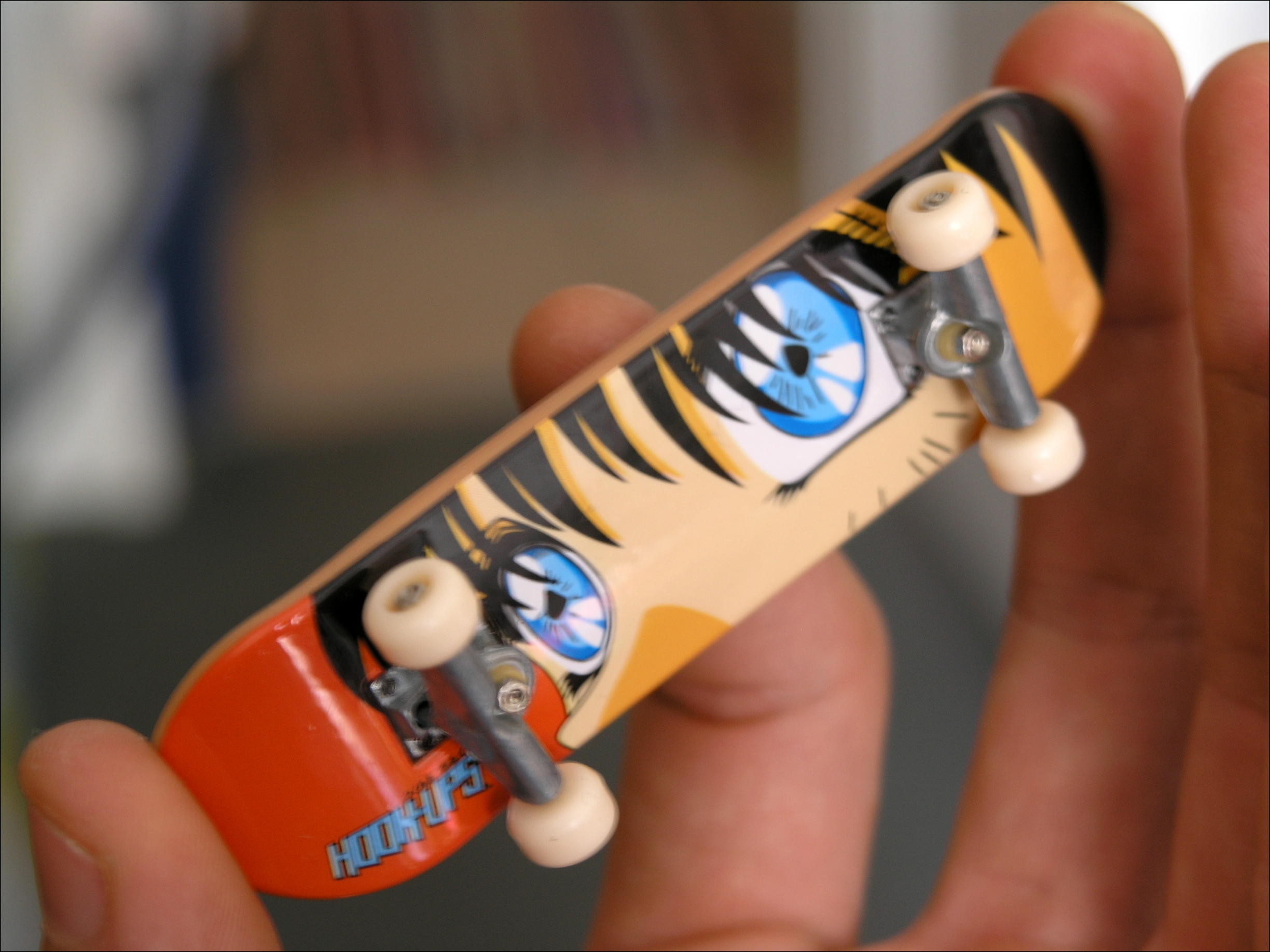
Fingerboard

Fingerboard (w skrócie FB) – miniaturowa deskorolka, wyposażona w koła, deck, trucki i inne części podobne do tych w dużej deskorolce. Charakterystyczną cechą fingerboardu jest dokładne odwzorowanie konstrukcji deskorolki, łącznie z charakterystycznym zawieszeniem, pozwalającym na poprzeczny skręt osi, pod wpływem asymetrycznego nacisku na deskę.

## Wymiary
Fingerboardy mają różne długości, zazwyczaj jest to przedział 94-100 mm. Szerokość fingeboardu jest zwykle uzależniona od gustu użytkownika. Aktualnie użytkownicy korzystają zazwyczaj z desek o szerokości od 29mm do 35mm. Powstały różne „szalone” projekty fingeboardow, które miały 200mm w najszerszym miejscu deski.
Wraz z szerokością blatu często zmienia się również trucki. Dostępne trucki na rynku mają wymiary od 29mm do 36mm.
Atrakcyjność jazdy można zwiększyć poprzez nabycie przeszkód takich jak poręcze, ławeczki, palety, rampy, grind-boxy itp. Najpopularniejszym ich producentem jest BlackRiver Ramps. W ich ofercie znaleźć można również całe fingerparki, które są produkowane również przez innych producentów.
Większość początkujących fingerraiderów zaczyna od desek firmy TechDeck. Są ogólnodostępne i tanie, przy czym zapewniają dobrą jakość wykonania. Po wdrożeniu i nauczeniu się podstaw warto przesiąść się na blaty drewniane od innych firm produkujących fingerboardy (m.in. Berlin Wood, FlatFace, Bridge Decks). Decki z drewna stały się popularne do tego stopnia, że powstało kilka polskich marek, których deski są łatwiej dostępne w Polsce i tańsze (Bridge Decks, Skowood itp).
Do fingerboardów wymyślane są coraz to nowe urozmaicenia. Najpopularniejszym z nich jest prawdopodobnie tzw. tape (został po raz pierwszy wyprodukowany przez BlackRiver Ramps pod nazwą RipTape). Jest to specjalna 
mikroguma zastępująca klasyczny papier ścierny. Daje ona lepszą sterowność nad fingerboardem.

## Budowa fingerboardu
- Deck, blat – stanowi ona jedną z ważniejszych części. Jest to wyprofilowana deska z plastiku, drewna lub innych materiałów (np. włókno szklane czy węglowe), do której zostają przykręcone trucki oraz nalepiony papier ścierny lub tape. Na dole decku często pojawiają się grafiki, choć wiele mniej oficjalnych brandów rezygnuje z tej opcji np. na rzecz umieszczenia na dole egzotycznego gatunku drewna. Drewniane deski składają się najczęściej z 5 warstw, często też spotyka się czterowarstwowe decki, rzadziej trzy lub siedmiowarstwowe. Często są one również lakierowane dla lepszego wyglądu i przedłużenia żywotności decka.
- Truck – jest to część przykręcona do blatu deski. Do trucków przykręcone są kółka. Truck składa się z dwóch części: hangera (element w którym umieszczone ośki) i baseplate'u (łączy hanger z deckiem). Ich głównym producentem jest TechDeck, chociaż można znaleźć je też w ofercie YTrucks, Bollie, Wicked Stix czy BlackRiver. Trucki firmy BlackRiver są prawdopodobnie pierwszymi profesjonalnymi truckami do fingerboarda, są prawdopodobnie również tymi najdroższymi.
- Nakrętki
- Kingpin – największa śruba umieszczona w baseplacie, trzyma ona ze sobą baseplate wraz z hangerem.
- Bushingi – W deskach TechDeck są wykonane z plastiku, natomiast często używany jest tzw. "tuning". Składa się on z 4 metalowych talerzyków i 4 gumek. Dodają realizmu oraz pozwalają lepiej kontrolować deskę.
- Montażówki – są to śrubki używane do montażu trucków do decka. Na jeden "komplet" przypada 8 montażówek.
- Łożyska lub rdzenie – łożyska kulkowe są używane przez bardziej doświadczonych fingerraiderów, umieszczone zostają w kołach. Mają otwór wewnętrzny 1,5 mm lub 1,6 mm i grubość 2 mm (regular) lub 2 x 1,2 mm (double bearing wheel) Rdzenie natomiast są metalowymi lub plastikowymi elementami które są tańszą alternatywą łożysk dając podobny efekt.
- Koła – najczęściej plastikowe (TechDeck), lecz wykonuje się je też z PEEK-u, poliamidu, poliacetalu, teflonu i innych materiałów (Winkler Wheels, Substance, FlatFace). Takowe różnią się od plastikowych większą precyzją wykonania, wytrzymałością i wygodą jazdy, jednak są znaczne droższe. W kółkach lepszej jakości zwykle montuje się łożyska. Droższe modele kółek wyposażone są czasami w 2 łożyska na koło.
- Grip – papier ścierny przyklejany na deck, nadający realizm i zapewniający przyczepność. Coraz częściej używany jest jednak tape, który posiada lepsze właściwości i pozwala na efektowną jazdę.